# 基維爾 (阿肯色州)
基維爾（英語：Keevil）是位於美國阿肯色州門羅縣的一個非建制地區。該地的面積和人口皆未知。

## 地理
基維爾的座標為34°47′17″N 91°14′38″W / 34.78806°N 91.24389°W，而該地的平均海拔高度為56米（即184英尺）。